# Pierre Georget
Pierre Georget, född 9 augusti 1917 i Châtellerault, död 1 augusti 1964 i Paris, var en fransk bancyklist.
Georget blev olympisk silvermedaljör i 1000 m tidslopp vid sommarspelen 1936 i Berlin.
Pierre Georgets far Léon Georget var också tävlingscyklist, liksom hans farbror Émile Georget.